# Сражение при Отёне
Сражение при Отёне — состоявшееся в 532 году сражение, в котором объединённое войско франкских правителей Хильдеберта I, Хлотаря I и Теодеберта I нанесло поражение войску бургундов короля Годомара II. Основное событие Бургундо-франкской войны 532—534 годов.

## Предыстория
О Бургундо-франкской войне 532—534 годов сообщается в нескольких раннесредневековых исторических источниках. Наиболее подробные сведения о ней содержатся в «Истории франков» Григория Турского, в хронике Мария Аваншского и в «Войне с готами» Прокопия Кесарийского. Об остгото-франкских отношениях в связи с этим вооружённым конфликтом упоминается также в собрании писем Кассиодора.
В ходе войны 523—524 годов правители Франкского государства не сумели завоевать королевство бургундов. Однако франкские монархи не отказались от притязаний на бургундские земли. Этому в немалой степени способствовало отсутствие у Годомара II после смерти в 526 году остготского короля Теодориха Великого сильных союзников, альянс с которыми мог бы остановить агрессию франков.

## Сражение
Новый вооружённый конфликт между франками и бургундами был спровоцирован в 532 году королями Хильдебертом I и Хлотарем I. Ещё один франкский король, правитель Австразии Теодорих I, связанный родственными узами с королём Годомаром II, хотя сам и отказался от участия в походе в Бургундию, не только не принял никаких мер для предотвращения войны, но и отправил в помощь братьям своего сына Теодеберта.
Вторгнувшись в земли бургундов, войско франков направилось к крепости Отён, где укрылся Годомар II. Не имея возможности без подготовки захватить хорошо укреплённую и снабжённую всем необходимым крепость, правители франков — Хильдеберт I, Хлотарь I и Теодеберт I — начали её осаду. О продолжительности осадных действий в источниках не упоминается. Предполагается, что в середине лета франки предприняли завершившийся полным успехом штурм Отёна. В сражении бургунды понесли тяжёлые потери и были вынуждены покинуть крепость. О судьбе Годомара в источниках сообщается по-разному: он или пал на поле боя, или попал в плен во время сражения, или сумел бежать из города. В любом случае, даже если королю бургундов и удалось покинуть Отён, уже вскоре он был схвачен франками и убит, возможно, после непродолжительного заключения.

## Итоги сражения
Победа в сражении при Отёне позволила правителям франков в том же году установить контроль над большей частью королевства бургундов. Хотя часть бургундской знати и продолжила некоторое время оказывать сопротивление франкской агрессии, уже в 534 году вся территория, ранее находившаяся во власти Годомара II, оказались под полным контролем франков. Это положило конец существованию королевства бургундов, территория которого была включена в состав Франкского государства и разделена между королями из династии Меровингов. В 561 году на этих землях было образовано Бургундское королевство, первым правителем которого стал Гунтрамн.